# سازمان جهانی قهوه
سازمان جهانی قهوه (انگلیسی: International Coffee Organization) در سال ۱۹۶۳ و در شهر لندن، تحت نظارت سازمان ملل متحد راه‌اندازی شد. این سازمان از توافق‌نامهٔ جهانی قهوه به عنوان یک ابزار راهبردی برای همکاری‌های توسعه‌ای بهره می‌جوید. این موضوع حاصل ۵ سال توافقنامهٔ جهانی قهوه بود که از سال ۱۹۶۲ در سازمان ملل و نیویورک  منعقد گردید. در سال‌های ۱۹۶۸، ۱۹۷۶، ۱۹۸۳، ۱۹۹۴ و ۲۰۰۷ در لندن برای جمع‌بندی نهایی مورد بررسی مجدد قرار گرفت.